# Democracia popular multipartidista
La democracia popular multipartidista (nepalí: जनताको बहुदलिय जनबाद, abreviado जबज) se refiere a la línea ideológica del Partido Comunista de Nepal (Marxista-Leninista Unificado), del Partido Comunista de Nepal (Socialista Unificado) y del extinto Partido Comunista de Nepal. Fue proclamado en 1993. Este pensamiento abandona la idea tradicional de un partido comunista revolucionario de vanguardia a favor de un sistema democrático multipartidista.
Se considera una extensión del marxismo-leninismo por Madan Bhandari, el líder del PCN-MLU que lo desarrolló, y se basa en la política local de Nepal. Durante la fusión del PCN (MLU) y el Partido Comunista Unificado de Nepal (Maoísta) en el Partido Comunista de Nepal, la línea del Partido Unido se definió provisionalmente como 'Democracia Popular' como un compromiso entre la línea de «Democracia Multipartidista Popular» del PCN (MLU) y la línea de 'Democracia del siglo XXI', del Partido Comunista Unificado de Nepal (Maoísta).  Según los partidarios de la 'Democracia popular multipartidista': «en Nepal están dadas las circunstancias específicas necesarias para que pueda darse el transito pacífico hacia el socialismo, por lo que en el caso particular de Nepal no es necesaria la insurrección armada para ello».
La «Democracia popular multipartidista» es muy cuestionada por parte de los partidarios más radicales del comunismo ya que la consideran utópica por pretender construir el socialismo y el comunismo por la vía reformista —es decir, sin tener en cuenta la lucha de clases que es un principio tan básico del marxismo, y por extensión, sin tener en cuenta principios tan básicos del marxismo como la Revolución proletaria y la Dictadura del proletariado (que es un régimen unipartidista en el que el único partido legal es el Partido Comunista o un Frente popular cuya ideología dominante es el comunismo)—. Vale aclarar que la «Democracia popular multipartidista» no se debe confundir con el concepto clásico de «Democracia popular» (que es la variante de la Dictadura del proletariado que se aplicó en las repúblicas socialistas de Europa del Este, Asia y África). Los comunistas ortodoxos, es decir, los antirrevisionistas, consideran que la «Democracia popular multipartidista» es revisionista ya que esta es contraria a la lucha de clases, y por ende, es contraria a la revolución proletaria y a la dictadura del proletariado, y además, afirman que la «Democracia popular multipartidista» es una tergiversación de la auténtica «Democracia popular».